# Янкан (село)
Янка́н — село в Тындинском районе Амурской области России. Входит в состав Соловьёвского сельсовета.
Село Янкан, как и Тындинский район, приравнено к районам Крайнего Севера.

## География
Село расположено на расстоянии 10 км к западу от автодороги «Лена» и центра сельского поселения села Соловьёвск, в долине реки Большой Янкан (бассейн Амура).

## Население
| 2002 | 2010 | 2012 | 2013 | 2014 | 2015 | 2016 |
| ---- | ---- | ---- | ---- | ---- | ---- | ---- |
| 60   | →60  | ↘59  | →59  | ↘55  | ↘53  | ↗54  |
| 2017 | 2018 |      |      |      |      |      |
| ↘53  | →53  |      |      |      |      |      |

## Улицы
В селе имеется одна улица: Таёжная.